# José María Gómez Valero
José María Gómez Valero (Sevilla, 1976) es un escritor en lengua española, dedicado especialmente a la poesía.

## Biografía
Licenciado en periodismo. Se dedica a la literatura. Ha publicado varios libros de poesía y recibido premios de prestigio, y su obra ha sido recogida en numerosas antologías y volúmenes colectivos dedicados a la poesía española actual. Ha sido invitado a recitar su obra en multitud de auditorios y festivales poéticos, teatrales y musicales, nacionales e internacionales, pudiendo compartir sus versos de viva voz en países como Macedonia, Rusia, Irlanda, Italia, Francia, Marruecos...Participa desde 1996 en diversos proyectos escénicos que relacionan poesía, acción y música (Circo de la Palabra Itinerante, colaboraciones con los poetas David Eloy Rodríguez y Miguel Ángel García Argüez, con los cantautores Iván Mariscal o Daniel Mata en el Callejón del Gato), y con ellos o individualmente ha sido invitado a recitar su obra en multitud de auditorios y festivales artísticos, poéticos, teatrales y musicales, nacionales e internacionales. Imparte talleres de creación literaria, campo pedagógico en el que trabaja e investiga desde 1996 en un laboratorio conjunto junto al colectivo de acción social y cultural La Palabra Itinerante, con el que desarrolla también diversas tareas creativas, organizativas y de difusión cultural. Es uno de los responsables de la editorial independiente Libros de la Herida, desde su inicio en 2005. Su escritura ha sido adscrita a prácticas literarias críticas y socialmente comprometidas (poesía de la conciencia, escritura del conflicto, poesía en resistencia, literatura activista) en el panorama actual de la poesía española. Actualmente es parte del proyecto Su mal espanta, por la compañía de poesía La Palabra Itinerante.